# Burschenschaftliche Blätter
Die Burschenschaftlichen Blätter (BBl) – Untertitel: Zeitschrift für den deutschen Burschenschafter – sind eine 1887 gegründete, von der Deutschen Burschenschaft (DB) herausgegebene Zeitschrift. Sie erscheinen viermal jährlich und widmen sich neben aktuellen Berichten aus dem Verband jeweils einem bestimmten politischen, historischen oder gesellschaftlichen Themenschwerpunkt. Sie werden zum Spektrum der politischen Rechten gezählt.

## Geschichte

### Deutsches Kaiserreich
Die Burschenschaftlichen Blätter wurden 1887 von Gustav Heinrich Schneider (Burschenschaft Germania Jena) unter dem Namen Zeitschrift für den deutschen Burschenschafter gegründet. Das Verbandsorgan war nicht nur zur Verlautbarung von Verbandsnachrichten angelegt, sondern diente auch der Positionierung des Verbandes in gesellschaftlichen und politischen Fragen.
In den 1890er Jahren kam es zwischen dem Verband der Vereine Deutscher Studenten (Kyffhäuserverband) und der DB zu einem Konkurrenzkampf: Nachdem der Kyffhäuserverband sich auch in seiner Verbandszeitschrift deutschnational und antisemitisch positioniert hatte, stellte die Redaktion der BBl einen neuen Leitplan vor, der die Behandlung nicht nur historischer und verbandsinterner, sondern auch tagespolitischer und vor allem nationaler Themen vorsah. Damit sollte eine „Teilnahmslosigkeit“ der DB-Mitglieder gegenüber solchen Fragen bekämpft werden. Als Ausrichtung der BBl definierte der Plan unter anderen folgende Themen und Aufgaben: 

„Burschenschafter heißt Kämpfer sein, dies geflügelte Wort möchten wir von nun ab in den ‚B.Bl.’ mehr zur Geltung gebracht wissen, Kämpfer sein für deutsches Wesen, deutsche Ehre, deutsches Vaterland! […] Unter Anderem soll untersucht werden, welchen Antheil die nationalgesinnte deutsche Burschenschaft an dem Kampf gegen die vaterlandslose Socialdemokratie zu nehmen hat. Bekämpft werden sollen ferner Bestrebungen, welche sich innerhalb des Reiches gegen dessen Einheit und Sicherheit richten. […] Über den Stand der sog. deutschen Bewegung innerhalb des Reiches soll eingehender berichtet werden, dahin gehören u. a. auch die sog. Deutschsociale Frage, der Kampf gegen alles Fremdartige im deutschen Volkswesen, der Kampf gegen ausländische Beeinflußung deutscher Kunst und Litteratur, Reinigung und Reinerhaltung der deutschen Schrift und Sprache […]. Auch den bisher in den ‚B.Bl.’ fast gar nicht berücksichtigten colonialen Unternehmungen des Reichs sollen von fachkundiger Feder in Hinsicht auf ihren Stand und ihre Zukunft Aufsätze gewidmet werden.“

Leitgedanke sollte die „Erhaltung des Germanenthums“ sein, das etwa durch das „immer mächtiger andringende Slaventhum“ gefährdet sei. Dieser Plan wurde in den BBl diskutiert. Eine ausführliche Kritik des SPD-nahen Burschenschafters Eduard Dietz, der eine rationale Auseinandersetzung mit den ökonomischen Theorien der Sozialdemokratie forderte, stieß auf keine Zustimmung, nur heftige Ablehnung, die von der antisemitischen Gleichsetzung von Sozialdemokratie, „Vaterlandslosigkeit“ und Judentum getragen war.
Vor dem Ersten Weltkrieg wurden neben antisemitischen Aufsätzen auch anti-tschechische Beiträge und Schriften gegen den Internationalismus und den Marxismus veröffentlicht. Deshalb zählt der Historiker Peter Pulzer die BBl zu den „typisch nationalistischen Zeitungen“ des beginnenden 20. Jahrhunderts.

### Weimarer Republik und NS-Zeit
In der Weimarer Republik erhielt Schriftleitung „eine radikale Agitationsfunktion, schürte noch die antisemitische Grundstimmung und schnürte Diskussionen ab“, soweit sie eine grundsätzliche Auseinandersetzung über die antisemitischen Normen des Verbands hätten bewirken können: etwa indem sie die Veröffentlichung von Kritik an der antisemitischen Genugtuungsregelung, nach der Juden „satisfaktionsunwürdig“ seien, „stets ablehnte“ und Beiträge zum Thema Antisemitismus nur zuließ, „wenn sie … eine Ausweitung judenfeindlicher Praktiken forderten“.
Zum Profil der BBl gehörte das „Bekenntnis zur Wehrhaftigkeit“. Dazu gehöre die Unterstützung für die „Verbände …, die dieser Wehrhaftigkeit mit größerem Gefolge dienen als unser eigener Verband, also Stahlhelm, Nationalsozialisten, Oberland usw.“ (1929). „Die Burschenschaften, nationalfaschistische Studentenorganisationen“, so in den BBl 1929, hätten „die Verbindung zwischen den nationalfaschistischen Studenten einerseits und der Reichswehr sowie den faschistischen Verbänden andererseits aufrechtzuerhalten und zu pflegen.“
Seit der „Machtergreifung“ der Nationalsozialisten am 30. Januar 1933 war in den BBl „von Kritik nichts mehr zu lesen. Der Verband schaltete sich selbst gleich.“ Die DB-Führung begrüßte den einsetzenden „Kampf gegen das Judentum“ in den BBl wie folgt:

„Was wir seit Jahren ersehnt und erstrebt und wofür wir im Geiste der Burschenschaft von 1817 jahraus, jahrein an uns gearbeitet haben, ist Tatsache geworden. […] Die Deutsche Burschenschaft ist lange Zeit wegen ihrer scharfen Beschlüsse in der Judenfrage angefeindet worden. […] Jetzt hat sie die Genugtuung, daß es eine deutsche Regierung gibt, die den Kampf gegen das Judentum auf der ganzen Linie aufgenommen hat“

Ab 1933 wechselten die Schriftleiter häufig, 1937 stellte die Zeitschrift schließlich ihr Erscheinen ein.

### Seit 1945
Nach dem Zweiten Weltkrieg wurden die BBl ab Jahrgang 1932/33 in der sowjetischen Besatzungszone (SBZ) als NS-belastet in die Liste der auszusondernden Literatur aufgenommen.
In Westdeutschland blieben sie ebenfalls zunächst verboten, wurden aber nach der Aufhebung des Vereinsverbots der Alliierten 1950 zusammen mit der DB wiedergegründet. Von da an setzte sich die DB nach Ansicht des Studentenhistorikers Peter Kaupp auch in den BBl mit der eigenen Geschichte auseinander.
Der Theoretiker der französischen Nouvelle Droite Alain de Benoist war Gastautor in den BBl. Die Wochenzeitschrift Junge Freiheit, die als Organ der Neuen Rechten gilt, warb unter anderem 1999 in den BBl um Abonnenten. Sie ordnet die BBl als Konkurrenzblatt dem eigenen Lager zu. Daher sieht der Sozialwissenschaftler Thomas Pfeiffer inhaltliche Verflechtungen der BBl mit Publikationen der Neuen Rechten.
Die BBl werden außerhalb der DB meist im Zusammenhang mit Konflikten in der DB und Kritik an der DB erwähnt. Der Spiegel zum Beispiel berichtete 1970 über den auch in der Verbandszeitschrift ausgetragenen Streit um die Abschaffung der Pflichtmensur. Diese Zeitschrift kritisierte 1996 und erneut 2011 rechtsextreme Tendenzen in der DB auch mit Hinweis auf Beiträge in den BBl. DGB- und SPD-nahe Autoren kritisierten ein Interview der BBl mit dem NPD-Abgeordneten und Burschenschafter Arne Schimmer in Ausgabe 4/2009 als Öffnung und Werbung der DB für Positionen der rechtsextremen NPD. Nach einem Bericht der Wochenzeitung Die Zeit vom Oktober 2011 veröffentlichten die BBl einen Leserbrief einiger Alter Herren der DB nicht, der eine Abkehr der DB vom „volkstumsbezogenen Vaterlandsbegriff“ forderte und die redaktionelle Linie der BBl kritisierte. Bereits seit Ausgabe 3/2009 entbrannte ein interner Streit, um die Auslegung des sogenannten volkstumsbezogenen Vaterlandsbegriff, wie er in Artikel 9 der Verfassung der Deutschen Burschenschaft dargelegt ist.
Der umstrittene Schriftleiter Norbert Weidner wurde beim außerordentlichen Burschentag 2012 in Stuttgart vorzeitig abgewählt. Beim vorherigen Burschentag war eine vorzeitige Abwahl knapp gescheitert.
Dietrich Heither ordnet die DB auch wegen der Haltung einiger Schriftleiter der BBl und Aussagen aus ihren Artikeln als „stramm rechts“ ein.
Die gedruckte Auflage beläuft sich laut Herausgeber auf 6.000 Exemplare (Stand August 2021).

## Schriftleiter

Burschenschaftliche Blätter – 1. Jahrgang Nr. 1 – 1887, Titel

Der „Schriftleiter“ genannte Chefredakteur der BBl wird alle drei Jahre auf dem Burschentag der DB gewählt. Die bisherigen Schriftleiter waren:
- 1887–1898: Gustav Heinrich Schneider (Burschenschaft Germania Jena)
- 1898–1921: Hugo Böttger (Burschenschaft Arminia auf dem Burgkeller)
- 1921–1928: Edgar Stelzner (Burschenschaft der Bubenreuther)
- 1928–1933: Harald Laeuen (Tübinger Burschenschaft Derendingia), offiziell durch Wahl legitimiert übernahm Laeuen sein Amt erst 1929
- 1933–1934: Karl Heinz Hederich (Münchener Burschenschaft Arminia)
- 1934–1936: Wolf Meyer-Christian (Tübinger Burschenschaft Derendingia)
- 1936–1937: R. Kruse (Burschenschaft Hevellia Berlin)
- 1937: In kurzer Abfolge: K. G. Wernitz und zuletzt Kurt Reich (beide Burschenschaft Hevellia Berlin)[25]
- 1949–1958: Heinz Amberger (Burschenschaft Germania Jena, Germania Saarbrücken)
- 1958–1992: Ernst Wilhelm Wreden (Burschenschaft Allemannia Heidelberg)
- 1992–2002: Walter Egeler (Burschenschaft Hohenheimia Stuttgart und Burschenschaft Arminia zu Leipzig)[26]
- 2002–2003: Herbert Bippi (Burschenschaft Hohenheimia Stuttgart)[27]
- 2003–2005: Carsten Bothe (Braunschweiger Burschenschaft Germania)
- 2005–2008: Herwig Nachtmann (Akademische Burschenschaft Brixia Innsbruck)
- 2008–2012: Norbert Weidner (Alte Breslauer Burschenschaft der Raczeks, Akademische Burschenschaft Carolina Prag zu München)
- 2012–2014: Michael Paulwitz (Burschenschaft Normannia zu Heidelberg)
- 2014–2021: Dirk Taphorn (Burschenschaft Normannia-Nibelungen Bielefeld)
- 2021–2024: Andreas Karsten (Halle-Leobener Burschenschaft Germania, Hamburger Burschenschaft Germania)
- Seit 2024: Kevin Dorow (Alte Königsberger Burschenschaft Alemannia in Kiel, Hamburger Burschenschaft Germania)